# Scala di Karnofsky
La scala di Karnofsky (nome originale Karnofsky performance status scale) è una scala di valutazione sanitaria dei pazienti calcolata tenendo conto della qualità della vita del paziente attraverso la valutazione di tre parametri:
- Limitazione dell'attività
- Cura di se stessi
- Autodeterminazione

## Finalità
La scala ha come scopo quello di stimare la prognosi, definire lo scopo delle terapie e determinarne la pianificazione. La valutazione dello stato di salute finale del paziente è necessaria affinché si possa decidere la migliore cura possibile nei vari stadi di malattia (guarigione, prolungamento della vita, restituzione funzionale, palliazione).
Essa prende il nome dal Dott. David A. Karnofsky che la descrisse in collaborazione col Dott. Joseph H. Burchenal nel 1949.
Accanto a questa scala viene utilizzato nella pratica clinica quotidiana anche l'Indice della qualità della vita della Eastern Cooperative Oncology Group (ECOG). Entrambi gli indici si possono mettere in paragone anche se non è sempre possibile eseguire una conversione diretta precisa tra i due sistemi.
La scala di Karnofski è descritta ad intervalli di 10 punti dove il 100% (nessuna limitazione) rappresenta il punteggio massimo e lo 0% (morte) ne rappresenta il minimo.

## Tabella
| 100 % | Nessun disturbo, nessun segno di malattia.                                   |
| 90 %  | Possibili le normali attività, Sintomatologia molto sfumata.                 |
| 80 %  | Normali attività possibili con difficoltà. Sintomi evidenti.                 |
| 70 %  | Cura di se stessi. Normali attività e lavoro non possibili.                  |
| 60 %  | Necessario qualche aiuto, indipendente nei bisogni personali.                |
| 50 %  | Aiuto spesso necessario, richiede frequenti cure mediche.                    |
| 40 %  | Disabile. Necessario un aiuto qualificato.                                   |
| 30 %  | Severamente disabile. Ospedalizzazione necessaria ma senza rischio di morte. |
| 20 %  | Estremamente malato. Richieste misure intensive di supporto alla vita.       |
| 10 %  | Moribondo. Processi di malattia fatali rapidamente progressivi.              |
| 0 %   | Morte.                                                                       |